# Paul Westwood (musicista)
Paul Westwood (Inghilterra, 1953) è un bassista inglese.

## Biografia
All'età di 16 anni ha iniziato a suonare nella Westwood Nation Youth Jazz Orchestra (NYJO) e, nel 1971, ha intrapreso gli studi di contrabbasso presso la Guildhall School of Music.
A partire dal 1976 ha iniziato la sua attività concertistica esibendosi in 23 Paesi e collaborando con famosi artisti tra i quali David Bowie, Elton John, Vangelis, Cliff Richard, Lucio Battisti, John Miles, Stephen Bishop, Andy Williams, José Carreras, Chocolate, Madonna, Andrew Lloyd Webber, Janet Jackson, Tom Jones, Nick Heyward, Nik Kershaw.
Nel 2017 collabora alla realizzazione del film Bohemian Rhapsody come "bass coach" insegnando all'attore Joseph Mazzello (che interpreta il bassista John Deacon) a suonare le linee di basso delle canzoni dei Queen.

## Pubblicazioni
- Bass Bible. Reference for bassists
- The complete Bass Guitar Player (Video)